# فرانك بريل
فرانك بريل (بالإنجليزية: Frank Brill)‏ هو لاعب كرة قاعدة أمريكي، ولد في 30 مارس 1864 في أستوريا، كوينز في الولايات المتحدة، وتوفي في 19 نوفمبر 1944 في فلاشينغ ‏ في الولايات المتحدة.